# Konduktör

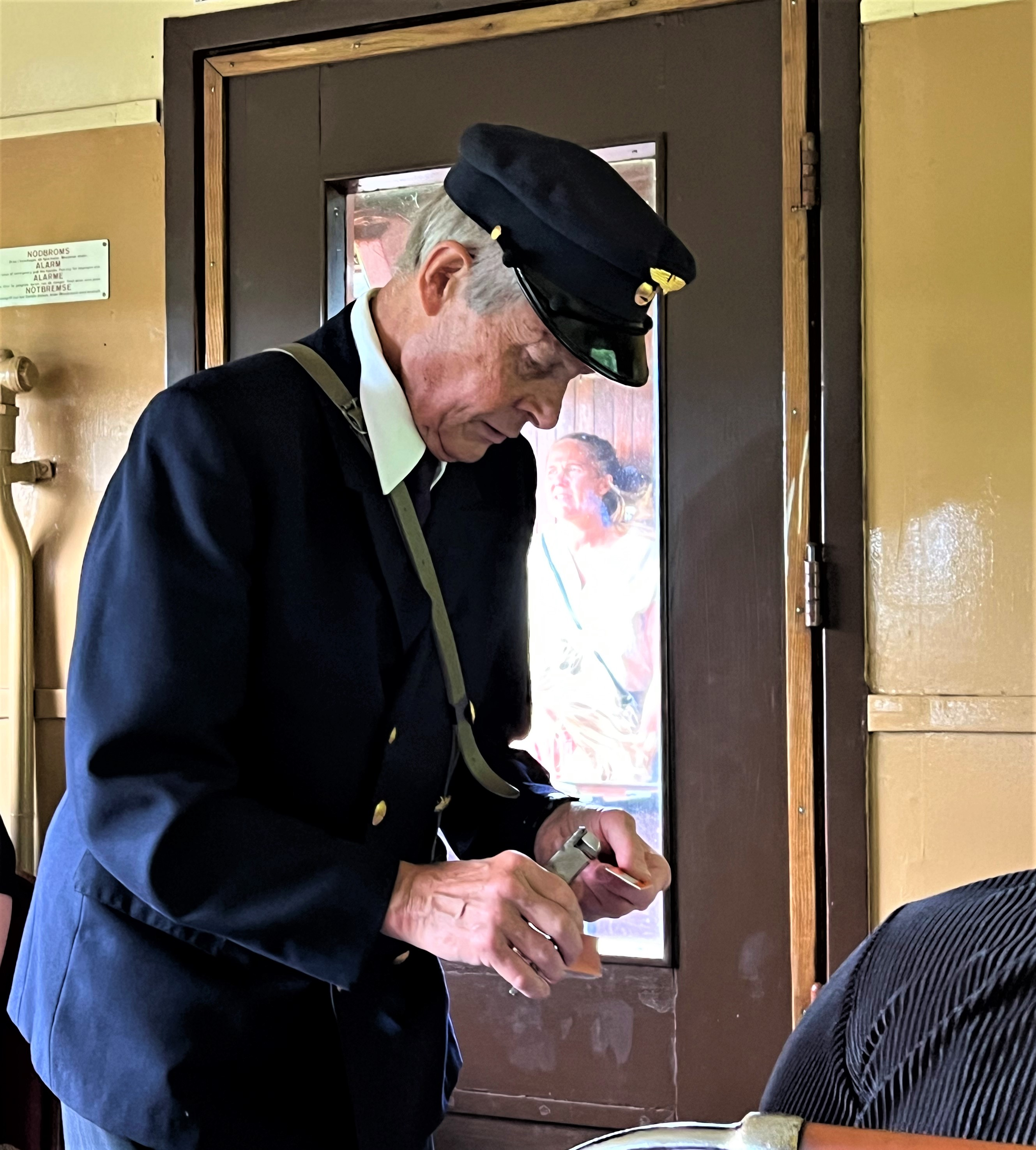
Konduktör på Skånska Järnvägars museispårväg Brösarp-Sankt Olof, i personvagn SJ EC3a 9058.

Konduktör (fr. conducteur, "förare, ledare") även tågmästare, är en tjänsteman som på ett persontåg, en spårvagn, buss eller dylikt övervakar ordningen samt mottar och kontrollerar passagerarnas biljetter, färdbevis, rabattkort med mera. Konduktörer kan även förekomma på godståg, dock ej i Sverige. I dag kallas konduktörerna på SJ:s tåg formellt för tågvärdar. Konduktörer bär oftast i sin tjänsteutövning uniform.